# مطار بارطيري
مطار بارطيري (إياتا: BSY، إيكاو: HCMD) هو مطار يخدم مدينة بارطيري وهي مدينة تقع في منحافظة جيدو جنوب الصومال.

## المرافق
يقع المطار على ارتفاع 550 قدم (168 م) فوق مستوى سطح البحر، وله مدرج واحد مصمم 15/33 بأرضية رملية مقاسه 1,300 by 30 متر (4,265 قدم × 98 قدم).